# Mauriz Balzarek

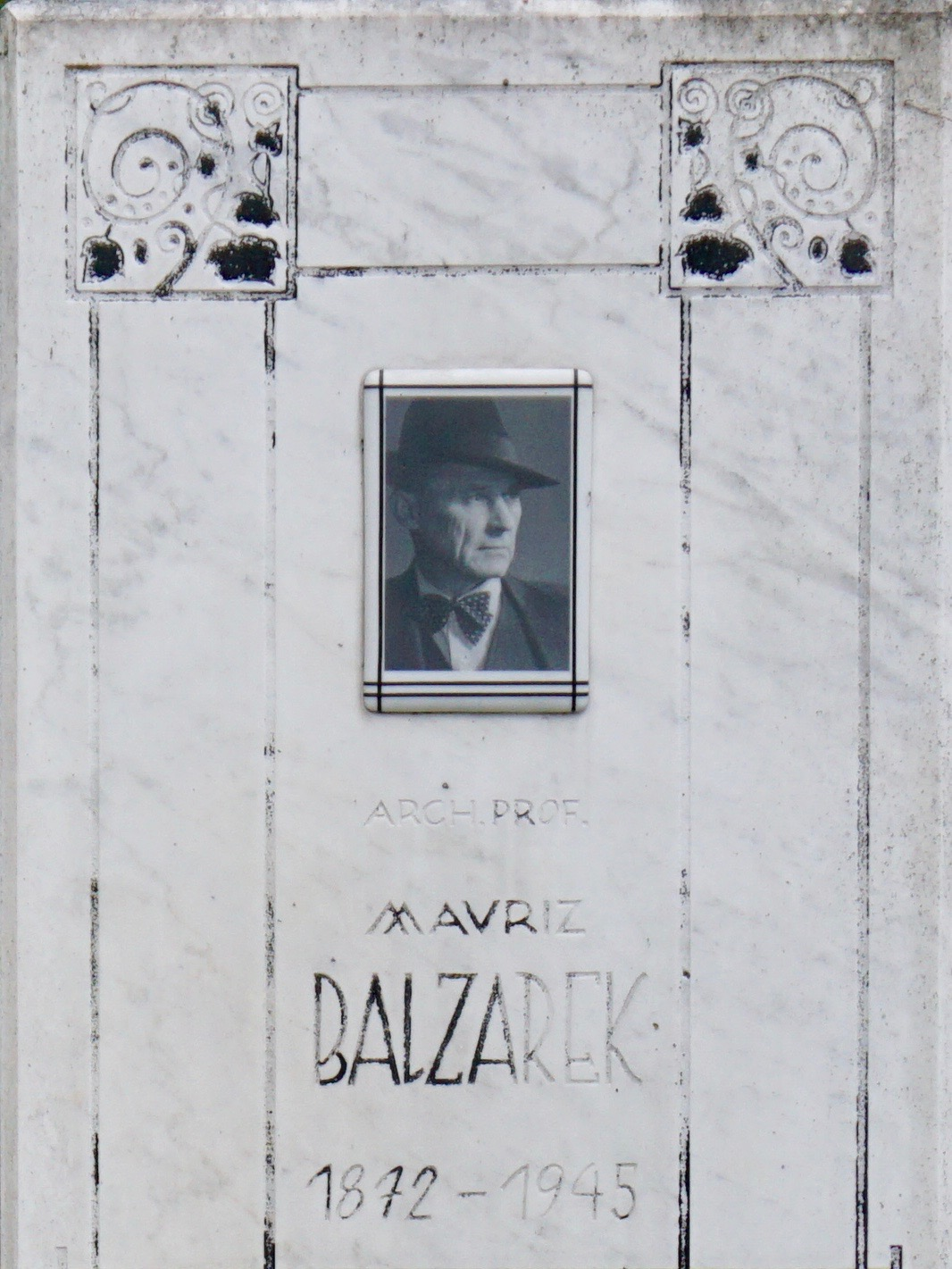
Grab von Mauriz Balzarek mit Foto auf dem St. Barbara-Friedhof in Linz

Mauriz Balzarek (* 21. Oktober 1872 in Tyrnau, Österreich-Ungarn (ungarisch: Nagyszombat, heute Trnava, Slowakische Republik); † 17. Februar 1945 in Linz) war ein österreichischer Architekt. Er war ein Schüler Otto Wagners und trug wesentlich zur Verbreitung der Moderne in Oberösterreich bei. Nach ihm ist der Mauriz-Balzarek-Preis benannt, ein Kulturpreis des Landes Oberösterreich für Architektur.

## Leben
Mauriz Balzarek besuchte 1888–1892 die deutsche Staatsgewerbliche Schule in Brünn und war 1892–1895 als Bauzeichner in Baden bei Wien beschäftigt. Balzarek arbeitete nach seinem Militärdienst 1896/98 beim Bauamt Baden, 1899/1900 als Werkführer der Allgemeinen Österreichischen Baugesellschaft, 1900 beim Architekten Josef Hudetz, als Hilfslehrer an der staatlichen Gewerblichen Schule unter Direktor Camillo Sitte und 1900–1902 als Lehrer für die bautechnischen Fächer an der allgemeinen Handwerkerschule in Linz. Während dieser Zeit (1896–1902) besuchte er sechs Seminare in der Meisterklasse von Otto Wagner.
Balzarek war von 1915 bis 1933 Direktor der Linzer Staats-Gewerbeschule. Er beantragte am 8. Februar 1939 die Aufnahme in die NSDAP und wurde rückwirkend zum 1. Mai 1938 aufgenommen (Mitgliedsnummer 6.375.294).

## Werk

### Überblick
Bekannt wurde Mauriz Balzarek unter anderem durch den Entwurf der Landesvilla in Bad Hall, die in den Jahren 1912 bis 1914 errichtet wurde und als bedeutendster Jugendstilbau Oberösterreichs erachtet wird.
Von Balzarek stammen die architektonischen Entwürfe für das oberösterreichische Laufkraftwerk Steyrdurchbruch an der Steyr und das erste österreichische Speicherkraftwerk Partenstein im oberen Mühlviertel in Untermühl an der Donau.
In den Jahren 1912/1913 errichtete er in Linz an der Museumstraße ein architektonisches Schmuckstück für die Direktion der ESG Linz, dessen Fassade mit goldfarbenen Ornamenten verziert ist.
Im Jahr 1914 entstand auf dem Grundstück Eternitstraße 21 in Vöcklabruck ein Badehaus, bei dem laut Friedrich Achleitner die Kultur des secessionistischen Details noch vorhanden ist, sich aber andererseits schon die kommende Sachlichkeit in der Prägnanz der Bauformen ankündigt.
In Steyr wurde 1917–1918 nach seinen Entwürfen eine Arbeitersiedlung errichtet (Hohe Ennsleiten, Josef-Wokal-Straße 10–22).
In den Jahren 1923 und 1924 war er mit Arbeiten am Stift Lilienfeld in Niederösterreich befasst.
Die Hauptschule Perg (früher Hauptschule I, heute Neue Mittelschule I) wurde nach seinen Entwürfen errichtet und 1929 eröffnet.
Die Villa Reindl mit dem traditionellen Eckturm in Perg, Bahnhofstraße 12, aus dem Jahr 1928 zählt ebenfalls zu seinen Werken. Das Objekt wurde Ende der 1990er-Jahre sorgfältig saniert.
In Vöcklabruck, Hatschekstraße 27–45, errichtete Balzarek 1930 die aus Reihenhäusern bestehende Hatschek-Siedlung. Auch hier wandte er das Prinzip an, die schlichte Häuserfront durch laubenartige Vorbauten zu beleben.

### Liste von Bauten und Entwürfe
| Foto |                 | Baujahr   | Name                                                                                        | Standort                                                                                   | Beschreibung | Metadaten                                                                       |
| --- | --------------- | --------- | ------------------------------------------------------------------------------------------- | ------------------------------------------------------------------------------------------ | --- | ------------------------------------------------------------------------------- |
| ja [[Vorlage:Bilderwunsch/code!/C:48.304362,14.28716!/D:Umgestaltung und Pavillon Café Traxlmayr in Linz Promenade 16 Typisches Foto der Inneneinrichtung (ohne Gäste), Billardtisch ist original!/\|BW]] | Datei hochladen | 1905      | Umgestaltung und Pavillon Café Traxlmayr in Linz HERIS-ID: 47003 Objekt-ID: 49422 Linz: 385 | Promenade 16 Standort                                                                      | | P84(Architekt):Mauriz Balzarek P131(Ort):Linz Region-ISO:AT-4                   |
| ja | Datei hochladen | 1906      | Villa Liebherr HERIS-ID: 80791 Objekt-ID: 94539 Linz: 2308                                  | Auf der Gugl 7, Linz Standort                                                              | | P84(Architekt):Mauriz Balzarek P131(Ort):Linz Region-ISO:AT-4                   |
| ja BW | Datei hochladen | 1907      | Villa Porsche                                                                               | Bad Hall Standort                                                                          | | P84(Architekt):Mauriz Balzarek P131(Ort):Bad Hall Region-ISO:AT-4               |
| ja | Datei hochladen | 1908      | Stiege und Brunnenanlage HERIS-ID: 82646 Objekt-ID: 96482 Linz: 154                         | Linz, Lessingstraße 32 Standort                                                            | | P84(Architekt):Mauriz Balzarek P131(Ort):Linz Region-ISO:AT-4                   |
| ja | Datei hochladen | 1907–1908 | Kraftwerk Steyrdurchbruch HERIS-ID: 13643 Objekt-ID: 9851                                   | Molln Standort                                                                             | → Hauptartikel : Kraftwerk Steyrdurchbruch f1                                                                             | P84(Architekt):Mauriz Balzarek P131(Ort):Molln Region-ISO:AT-4                  |
| ja | Datei hochladen | 1907–1908 | Jubiläums-Volksschule HERIS-ID: 97120 Objekt-ID: 112824                                     | Wels, Grillparzerstraße 2 Standort                                                         | | P84(Architekt):Mauriz Balzarek P131(Ort):Wels Region-ISO:AT-4                   |
| ja | Datei hochladen | 1909–1910 | Wohnhaus HERIS-ID: 52286 Objekt-ID: 58888 Linz: 836                                         | Linz, Mozartstraße 56, Eisenhandstraße Standort                                            | | P84(Architekt):Mauriz Balzarek P131(Ort):Linz Region-ISO:AT-4                   |
| ja | Datei hochladen | 1910      | Wohnhaus                                                                                    | Linz, Stockhofstraße 39 Standort                                                           | | P84(Architekt):Mauriz Balzarek P131(Ort):Linz Region-ISO:AT-4                   |
| ja | Datei hochladen | 1910      | Villa Huster HERIS-ID: 45536 Objekt-ID: 46904                                               | Linz, Lessingstraße 34 Standort                                                            | | P84(Architekt):Mauriz Balzarek P131(Ort):Linz Region-ISO:AT-4                   |
| ja | Datei hochladen | 1911      | Wohn- und Geschäftshaus HERIS-ID: 52298 Objekt-ID: 58901 Linz: 712                          | Linz, Landstraße 57 Standort                                                               | | P84(Architekt):Mauriz Balzarek P131(Ort):Linz Region-ISO:AT-4                   |
| ja | Datei hochladen | 1911      | Hotel Goldenes Kreuz HERIS-ID: 44583 Objekt-ID: 45407                                       | Wels, Stadtplatz 69 Standort                                                               | | P84(Architekt):Mauriz Balzarek P131(Ort):Wels Region-ISO:AT-4                   |
| ja | Datei hochladen | 1911      | Aufbahrungshalle HERIS-ID: 62569 Objekt-ID: 75128                                           | Bad Hall Standort                                                                          | | P84(Architekt): P131(Ort):Bad Hall Region-ISO:AT-4                              |
| ja | Datei hochladen | 1912      | Pförtnerhaus der Villa Hatschek HERIS-ID: 46728 Objekt-ID: 48863                            | Linz, Bauernberganlagen, Bernardisstraße 1 Standort                                        | | P84(Architekt):Mauriz Balzarek P131(Ort):Linz Region-ISO:AT-4                   |
| ja | Datei hochladen | 1912      | Wohn- und Geschäftshaus HERIS-ID: 44862 Objekt-ID: 45745                                    | Wels, Stadtplatz 9–10 Standort                                                             | | P84(Architekt):Mauriz Balzarek P131(Ort):Wels Region-ISO:AT-4                   |
| ja | Datei hochladen | 1912–1913 | Direktionsgebäude der ESG HERIS-ID: 9544 Objekt-ID: 5519 Linz: 787                          | Linz, Museumstraße 6–8 Standort                                                            | | P84(Architekt):Mauriz Balzarek P131(Ort):Linz Region-ISO:AT-4                   |
| BW | Datei hochladen | 1913      | Doppelhaus                                                                                  | Linz, Zeppenfeldstraße 4 Standort                                                          | | P84(Architekt):Mauriz Balzarek P131(Ort):Linz Region-ISO:AT-4                   |
| ja | Datei hochladen | 1912–1914 | Landesvilla HERIS-ID: 62585 Objekt-ID: 75144                                                | Bad Hall Standort                                                                          | | P84(Architekt):Mauriz Balzarek P131(Ort):Bad Hall Region-ISO:AT-4               |
| ja | Datei hochladen | 1912      | Musikpavillon HERIS-ID: 62587 Objekt-ID: 75146                                              | Bad Hall Standort                                                                          | | P84(Architekt):Mauriz Balzarek P131(Ort):Bad Hall Region-ISO:AT-4               |
| ja | Datei hochladen |           | WC-Anlage HERIS-ID: 62586 Objekt-ID: 75145                                                  | Bad Hall Standort                                                                          | Anmerkung: Es handelt sich um zwei identische Objekte im selben Park                                                      | P84(Architekt):Mauriz Balzarek P131(Ort):Bad Hall Region-ISO:AT-4               |
| BW | Datei hochladen | 1913–1914 | Gartensiedlung Froschberg                                                                   | Linz Froschberg, Niederreithstraße, Hanriederstraße, Keimstraße, Herstorferstraße Standort | | P84(Architekt):Mauriz Balzarek P131(Ort):Linz Region-ISO:AT-4                   |
| ja | Datei hochladen | 1914      | Villa Balzarek                                                                              | Linz, Niederreithstraße 34 Standort                                                        | | P84(Architekt):Mauriz Balzarek P131(Ort):Linz Region-ISO:AT-4                   |
| | Datei hochladen | 1914      | Eternit-Badehaus                                                                            | Vöcklabruck, Eternitstraße 21 Standort                                                     | zerstört | P84(Architekt): P131(Ort):                                                      |
| ja | Datei hochladen | 1914      | Schmallnauerhaus HERIS-ID: 59107 Objekt-ID: 70089                                           | Hauptplatz 3, Kirchdorf an der Krems Standort                                              | | P84(Architekt):Mauriz Balzarek P131(Ort):Kirchdorf an der Krems Region-ISO:AT-4 |
| ja | Datei hochladen | 1917–1918 | Arbeitersiedlung Hohe Ennsleiten HERIS-ID: 107859 Objekt-ID: 125224                         | Steyr, Josef-Wokral-Straße 10–22 Standort                                                  | | P84(Architekt):Mauriz Balzarek P131(Ort):Steyr Region-ISO:AT-4                  |
| ja | Datei hochladen | 1919–1924 | Speicherkraftwerk Partenstein                                                               | Kleinzell im Mühlkreis Standort                                                            | → Hauptartikel : Speicherkraftwerk Partenstein f1                                                                         | P84(Architekt):Mauriz Balzarek P131(Ort):Kleinzell im Mühlkreis Region-ISO:AT-4 |
| ja | Datei hochladen | 1923–1924 | Rathaus HERIS-ID: 86376 Objekt-ID: 100668                                                   | Bad Schallerbach Standort                                                                  | | P84(Architekt):Mauriz Balzarek P131(Ort):Bad Schallerbach Region-ISO:AT-4       |
| BW | Datei hochladen | 1924      | Wohnhaus                                                                                    | Linz, Bürgerstraße 46 Standort                                                             | | P84(Architekt):Mauriz Balzarek P131(Ort):Linz Region-ISO:AT-4                   |
| BW | Datei hochladen | 1926      | Lehrerhaus                                                                                  | Linz, Dinghoferstraße 27 Standort                                                          | | P84(Architekt):Mauriz Balzarek P131(Ort):Linz Region-ISO:AT-4                   |
| ja | Datei hochladen | 1928      | Villa Reindl                                                                                | Perg, Bahnhofstraße 12 Standort                                                            | | P84(Architekt):Mauriz Balzarek P131(Ort):Perg Region-ISO:AT-4                   |
| ja | Datei hochladen | 1929      | Hauptschule HERIS-ID: 5241 Objekt-ID: 1103                                                  | Perg Standort                                                                              | | P84(Architekt):Mauriz Balzarek P131(Ort):Perg Region-ISO:AT-4                   |
| ja | Datei hochladen | 1929      | Wohnhausanlage                                                                              | Linz, Rudolfstraße 86–92 Standort                                                          | | P84(Architekt):Mauriz Balzarek P131(Ort):Linz Region-ISO:AT-4                   |
| ja | Datei hochladen | 1927–1930 | Gemeindeamt HERIS-ID: 5165 Objekt-ID: 1027                                                  | Altenberg bei Linz Standort                                                                | → Hauptartikel : Gemeindeamt Altenberg bei Linz f1                                                                        | P84(Architekt):Mauriz Balzarek P131(Ort):Altenberg bei Linz Region-ISO:AT-4     |
| ja | Datei hochladen | 1930      | Reihenhäuser der Hatschek-Siedlung HERIS-ID: 94394 Objekt-ID: 109548                        | Vöcklabruck, Hatschekstraße 27–45 Standort                                                 | | P84(Architekt):Mauriz Balzarek P131(Ort):Vöcklabruck Region-ISO:AT-4            |
| ja | Datei hochladen | 1924–1932 | Badeanlagen                                                                                 | Bad Schallerbach Standort                                                                  | verändert Anmerkung: Die nördlichen Gebäude mit den Innenhöfen und die Verbauung der Trattnach sind im Original erhalten. | P84(Architekt): P131(Ort):Bad Schallerbach Region-ISO:AT-4                      |
| BW | Datei hochladen | 1938      | Reihenhaussiedlung                                                                          | Linz, Schultestraße 15–23 Standort                                                         | | P84(Architekt):Mauriz Balzarek P131(Ort):Linz Region-ISO:AT-4                   |
| BW | Datei hochladen | 1940      | Doppelhaus                                                                                  | Linz, Brahmsstraße 4–6 Standort                                                            | | P84(Architekt):Mauriz Balzarek P131(Ort):Linz Region-ISO:AT-4                   |